# Getting Better
Getting Better je píseň od skupiny The Beatles začleněná do hudebního alba Sgt. Pepper's Lonely Hearts Club Band z roku 1967. Hudba a slova jsou dílem autorské dvojice Lennon/McCartney.
Název skladby inspiroval bubeník Jimmy Nicol, který během předchozího turné The Beatles dočasně zastupoval Ringo Starra. Po každém koncertu komentoval svůj výkon slovy it's getting better (zlepšuje se to). Text písně má formu deníkové zpovědi. Antonín Matzner v textu spatřuje autobiografické prvky s odkazy na život Johna Lennona, který je jejím autorem.